# Moravská Slavia Brno
El Moravská Slavia Brno es un equipo de fútbol de la República Checa que juega en el Campeonato de Moravia del Sur, una de las ligas que conforman la quinta división de fútbol en el país.

## Historia
Fue fundado en el año 1906 en la ciudad de Brno, y han tenido varios nombres a lo largo de su historia:
- 1906 – SK Moravská Slavia Brno (Sportovní klub Moravská Slavia Brno)
- 1948 – Sokol Moravská Slavia
- 1949 – sloučení se Sokolem GZ (Gottwaldovy závody) Královo Pole a faktický zánik klubu
- 1965 – obnovení klubu jako TJ Moravská Slavia Brno (Tělovýchovná jednota Moravská Slavia Brno)
- 1966 – TJ Moravská Slavia Brno (Tělovýchovná jednota Moravská Slavia Brno; sloučení s TJ Slovan Staré Brno)
- 1993 – SK Moravská Slavia Brno - fotbal (Sportovní klub Moravská Slavia Brno - fotbal)

El club jugó un par de temporadas en la desaparecida Primera División de Checoslovaquia, en donde disputó 48 partidos, con 8 victorias, 8 empates y 32 derrotas, anotó 61 goles y recibió 154.
Durante la ocupación Nazi, el club jugó en la liga regional de Moravia, que era equivalente a la cuarta división, y posteriormente la mayor parte de su historia la pasó en la quinta división hasta la disolución de Checoslovaquia en 1993.
Fue uno de los equipos fundadores de la sexta división de la República Checa, manteniéndose en las divisiones aficionadas desde entonces.

## Palmarés
- Campeonato de Moravia de Sur: 1

1967/68
- Segunda División de Moravia: 1

1945/46
- Sexta División Checa: 2

2002/03, 2013/14
- Séptima División Checa: 1

2005/06

## Jugadores

### Jugadores destacados
- Ivan Blatný